# Domingo Fernández Concha
Domingo Analtasio Fernández Concha (Santiago, 15 de abril de 1838-ibíd., 2 de noviembre de 1910) fue un empresario y político chileno. Militante del Partido Conservador, se desempeñó como diputado y senador.

## Biografía
Hijo de Pedro José Fernández Recio y Rosa de Santiago Concha y de la Cerda. Hermano del sacerdote y exdiputado propietario, Rafael Fernández Concha, y del exdiputado propietario, Pedro Fernández Concha.
Terminados sus estudios en el Instituto Nacional, ingresó a trabajar en «El Porvenir de las Familias», cuya sociedad aseguradora reorganizó en 1861.
Se casó el 11 de enero de 1866 con Amelia Bascuñán Valledor, con quien tuvo cuatro hijos, entre ellos, la escritora María Luisa Fernández.

## Carrera empresarial
Fue un personaje de espíritu empresarial; se dedicó a las actividades agrícolas y bancarias. En sus actividades agrícolas, plantó un viñedo que se hizo famoso, en la Hacienda Santa Rita en Alto Jahuel, comuna de Buin, hoy conocido como la Viña Santa Rita.
Fundó el Banco de Domingo Fernández Concha, que obtuvo ilimitado crédito del público y del Banco Nacional, al que en 1865 se facultó para emitir billetes. El mismo año cooperó al establecimiento del Banco Garantizador de Valores y luego del Sud Americano, cuya fusión con el de Valparaíso y de ambos con el Consolidado, negoció.
El 20 de noviembre de 1884 comenzó sus actividades el Banco de Santiago, creado por Fernández y Cifuentes para captar depósitos de los católicos y sus sociedades. En 1895, sin lograr el objetivo, el banco cerró sus puertas.
Fue miembro desde 1867 de la Sociedad de Amigos del País, la que fue fundada para activar la participación de los católicos en la política.

## Carrera política

### Militante conservador
Militó, desde su juventud, en el Partido Conservador, donde fue director general, vicepresidente y presidente honorario del mismo.
Junto a Abdón Cifuentes formó, a fines de 1876, los círculos católicos de jóvenes; y el 23 de mayo de 1878 se creó la Asociación Católica de Obreros, compuesta de diversos círculos; director de ella fue el presbítero Ramón Ángel Jara y su presidente, Domingo Fernández Concha. este último compró un sitio en calle Salas en La Cañadilla, donde se construyó la Sede del Círculo Santo Domingo, que consistía en un oratorio, una escuela y un teatro; el local se abrió en abril de 1884.
El 22 de diciembre de 1878, inauguró la Primera Convención Nacional del Partido Conservador. Ideó constituir un capital de un millón de pesos, para facilitar el ingreso al Congreso de personas capacitadas y carentes de fortuna.
En la Unión Católica, fundada en 1883, fue uno de los cinco delegados del arzobispo; filial de la Unión Católica fue la Unión Central, en cuya directiva también participó. Se dedicó a adquirir terrenos con sus aportes, para construir sedes para estos grupos, trabajos que él mismo vigilaba. Aparte de las construcciones mencionadas, se preocupó de la construcción del Pensionado San Juan Evangelista, el templo de Belén, la capilla del cerro Santa Lucía y la Casa Central del Buen Pastor, fueron también levantadas con sus aportes.
En la Asamblea de la Unión Católica celebrada el 1 de noviembre de 1884, fue presidente de la Comisión Ejecutiva y uno de los ocho presidentes de honor. En 1888 estuvo en el Comité que preparó la celebración del jubileo del Papa León XIII, y el 21 de junio en el decreto fundacional del Arzobispo Casanova, se le nombró como integrante de la junta para asesorar al obispo Joaquín Larraín en el estudio y preparación de la fundación legal y canónica de la Universidad Católica de Chile. En 1889 comenzó a funcionar el Asilo de la Patria, escuela cuya rectoría ejerció el presbítero Jara desde junio de dicho año.
En Europa estudió las materias relativas al ahorro de la clase proletaria, para aplicar el sistema en Chile; así creó el Banco Popular que fundó a su regreso de Europa, en 1890.

### Diputado y senador
Fue elegido diputado propietario por Chillán, para el período 1870-1873. Integró la Comisión Permanente de Hacienda e Industria. Participó en el Congreso Constituyente de 1870, cuyo objetivo fue reformas a la Constitución de 1833.
Fue elegido senador propietario por Santiago, para el período 1879-1885; integró la Comisión Permanente de Negocios Eclesiásticos.
Posteriormente fue elegido senador por Chiloé, para el período 1894-1900, en reemplazo del fallecido senador Vicente Sanfuentes Torres, incorporándose el 20 de julio de 1896. Integró la Comisión Permanente de Gobierno y Relaciones Exteriores, que con fecha 20 de octubre de 1897 se integraron las nuevas Comisiones de Relaciones Exteriores y la de Gobierno, separadas en virtud de un acuerdo adoptado el día anterior. Permaneció en la Comisión Permanente de Gobierno.
También fue elegido senador por el Maule, para el período 1906-1912; integró la Comisión Permanente de Hacienda, la que presidió; y la de Culto y Colonización, que también presidió. Falleció en noviembre de 1910; presuntivamente se incorporó, en noviembre de 1911, Ernesto Hübner Bermúdez, elegido en su reemplazo.